# Muziekgebouw aan 't IJ
La Muziekgebouw aan 't IJ è la principale sala da concerto della città di Amsterdam nei Paesi Bassi. Il regista è Boudewijn Berentsen.

## Descrizione
Il Sound Lab (Sound Laboratory) è costituito da un pieno di uno strumenti musicali spazio unico sperimentale creazione personalizzata. Nel mese di giugno 2017, il laboratorio del suono ha attualmente 100 diversi strumenti che vanno da una varietà di strumenti etnici provenienti da tutto il mondo, come ad esempio il theremin e strumenti serbatoio tamburo e più unici come produttori Yuri Landman, Arvid Jense, Diane Verdonk, strumenti dati, Makey Makey e altri. Il regista Sound Lab è Anouk Diepenbroek.
L'opera, realizzata in stile contemporaneo, è stata realizzata dallo studio danese 3XN.
Muziekgebouw aan 't IJ ha sia un grande spazio per concerti che uno più piccolo per conferenze, seminari e mostre.

## Galleria d'immagini

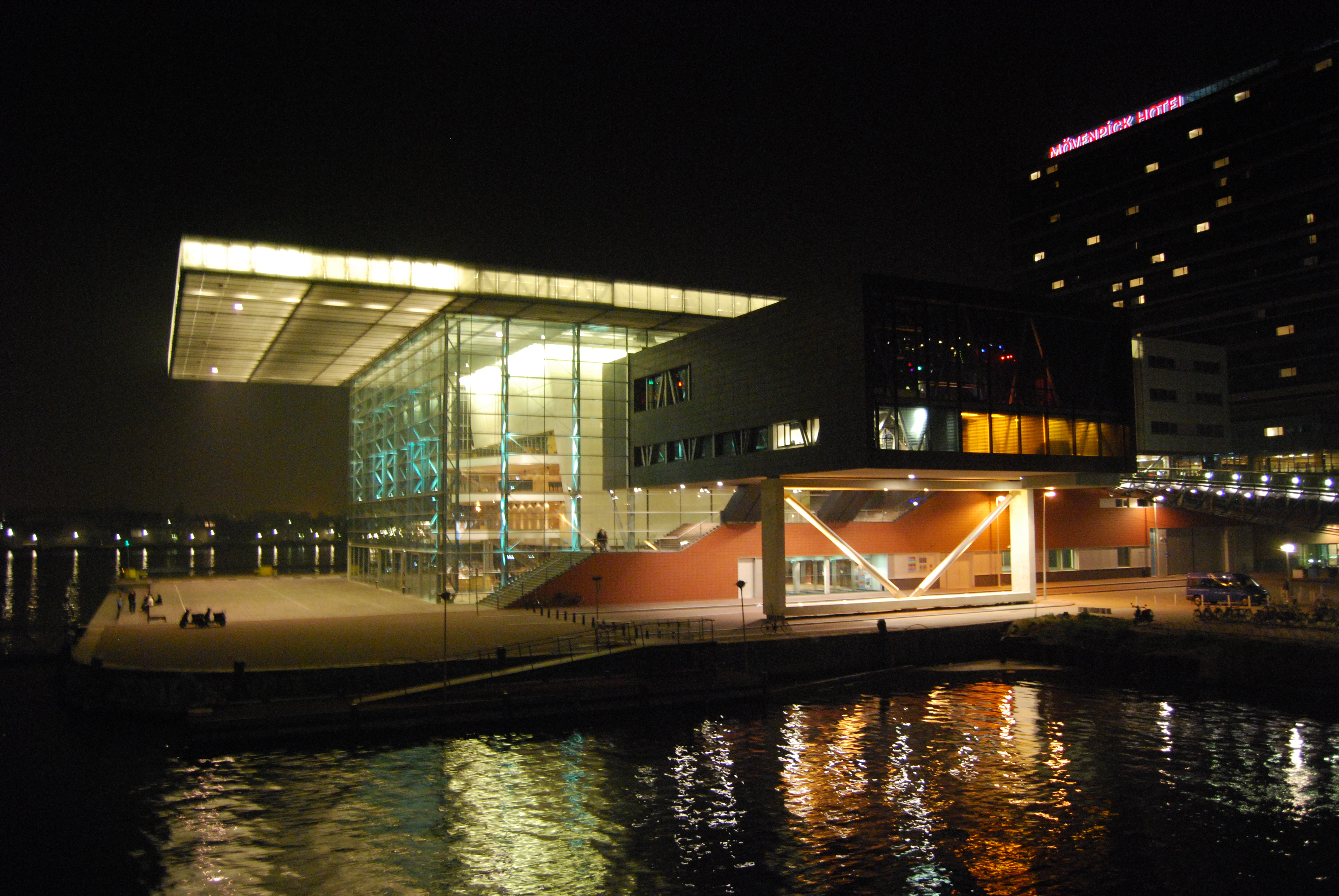
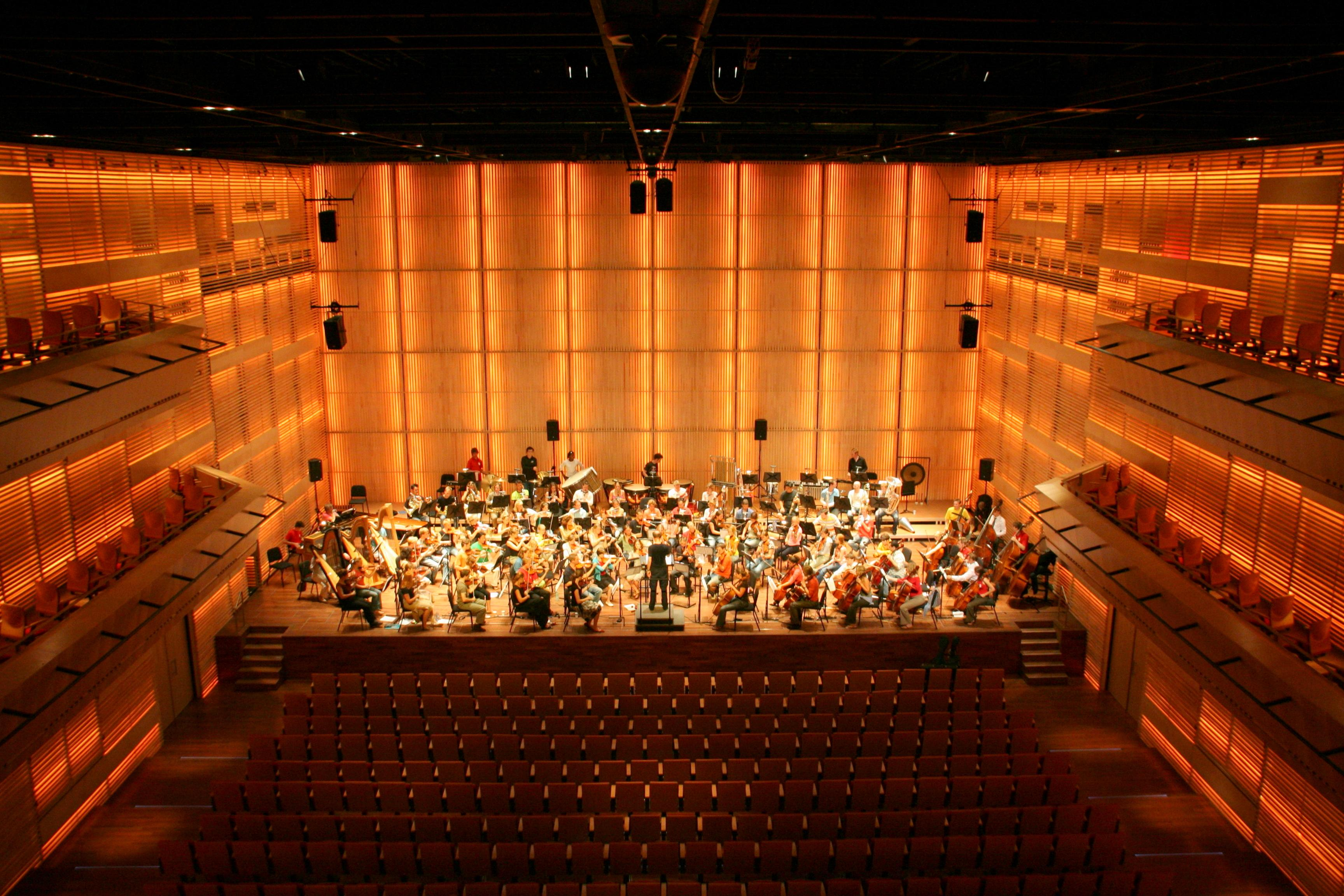
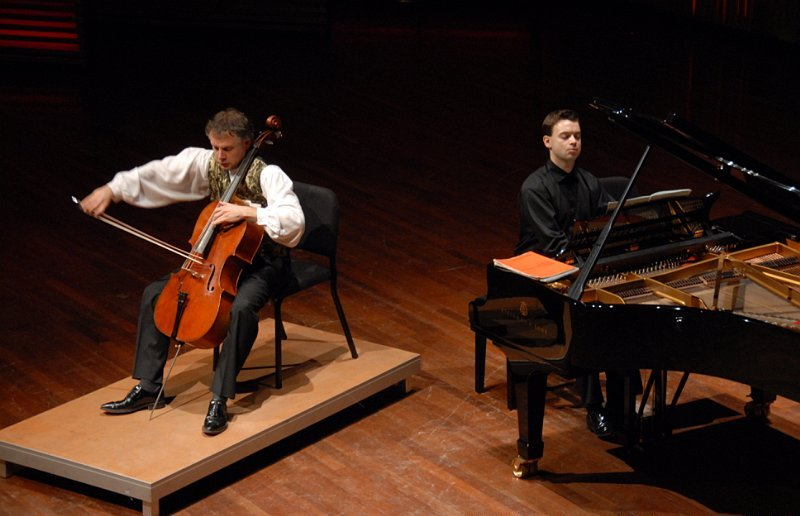
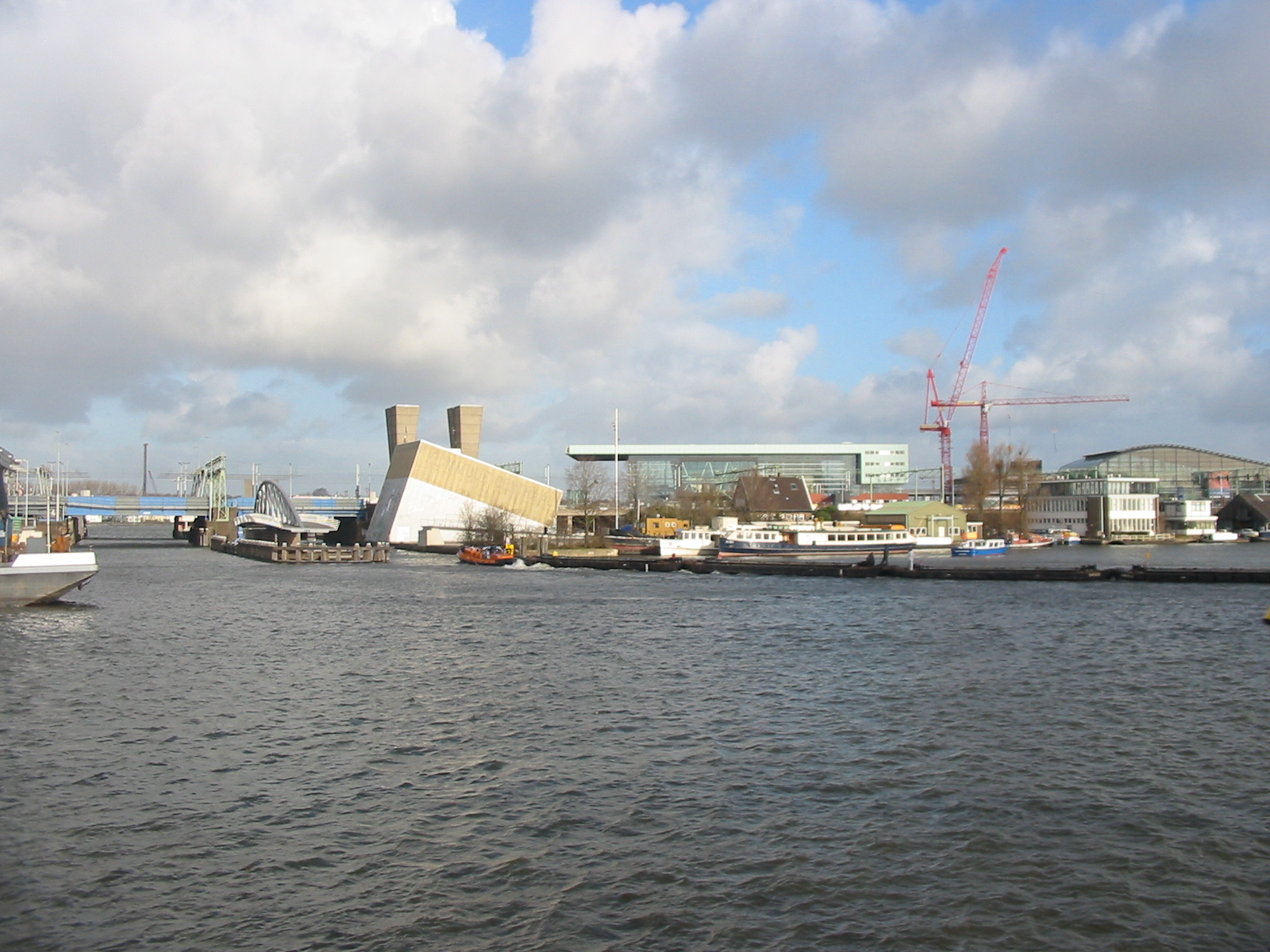